# Димитър Урдов
Димитър Иванов Урдов е български революционер, деец на Вътрешната македоно-одринска революционна организация.

## Биография
Роден е в 1876 година в костурското село Кономлади, тогава в Османската империя, в семейството на Иван Петров Урдов и Пета Котева. В 1901 година е привлечен към ВМОРО. По време на Илинденското въстание през лятото на 1903 година е се сражава с Кономладската чета на Васил Котев под общото командване на Васил Чекаларов и Иван Попов и Митре Влаха. Помощник и на знаменосеца Новачко Котев. С нея участва в сражението на Бигла при Писодер, в това в местността Рундзен, в сражението при Билища, в опожаряването на Капещица, в битката при Дъмбени, в битката в местността Локвата, в превземането на Невеска. Оттегля се с четата на север и участва и в сражението при Пожарско и в сражение при Чанище, както и на Вичо и местността Павлин, Леринско, където е ранен в ръката и левия крак.
Продължава с революционната си дейност и след въстанието.
По време на Балканската война е доброволец в Македоно-одринското опълчение и под командването на Васил Чекаларов се сражава с Костурската съединена чета в Леринско.
След установяването на гръцката власт е известно време нелегален, тъй като е издирван. В 1916 година получава мобилизационна призовка и бяга в България. Майка му е арестувана от гръцките власти в 1916 година, изтезавана и предадена на англофренските военни власти в 1917 година, които я задържат за 40 дни. Малко сред освобождението ѝ, тя умира.
В 1924 година Димитър Урдов се установява в Ловеч. На 23 февруари 1943 година, като жител на Ловеч, подава молба за българска народна пенсия. Молбата е одобрена и пенсията е отпусната от Министерския съвет на Царство България.